# Svetlana Buraga
Svetlana Buraga (belarusiska: Святлана Бурана), född den 4 september 1965 i Minsk, Vitryska SSR, Sovjetunionen, är en vitrysk före detta friidrottare som tävlade i mångkamp.
Buragas främsta merit som friidrottare var när hon blev bronsmedaljör vid VM 1993 i Stuttgart. Hon deltog vid VM 1987 i Rom och slutade då på fjortonde plats.

## Personliga rekord
- Sjukamp - 6 635 poäng